# باول ليلاند هاوورث
باول ليلاند هاوورث (بالإنجليزية: Paul Leland Haworth)‏ هو مستكشف ومؤرخ وسياسي أمريكي، ولد في 1876، وتوفي في 1936. انتخب عضو مجلس نواب إنديانا.